# Prostituição na Tailândia

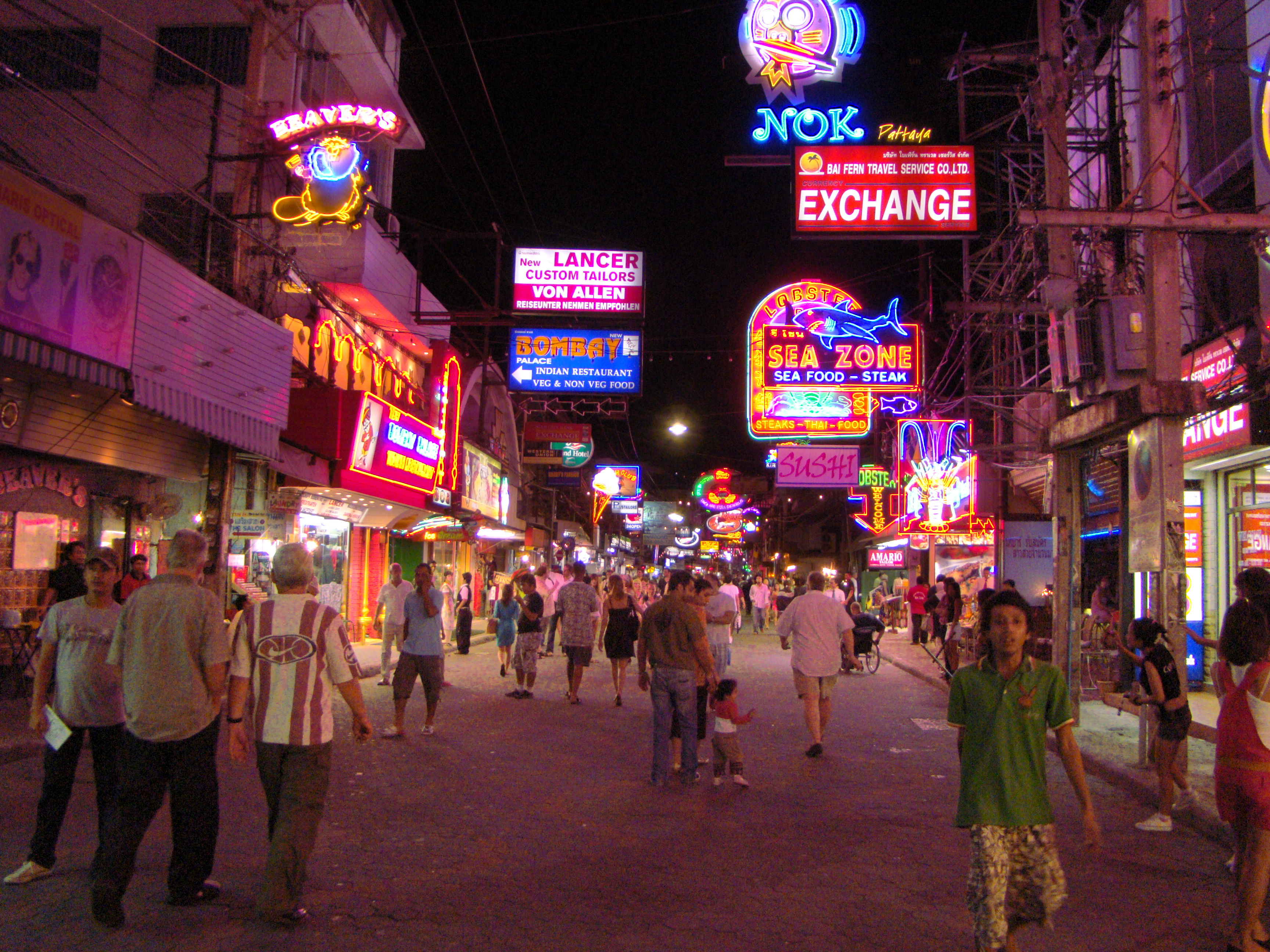
Walking Street, um distrito da luz vermelha em Pattaya.

Prostituição por estatuto legal na Ásia
Legalização – legal e regulamentada
Abolicionismo – legal e não regulamentado; atividades organizadas como bordéis e proxenetismo são ilegais
O neoabolicionismo é ilegal para comprar sexo e para envolvimento de terceiros, é legal vender sexo
Proibicionismo – ilegal
Varia de acordo com as leis locais

A prostituição na Tailândia não é ilegal em si, mas a solicitação pública de prostituição é proibida se for realizada "aberta e descaradamente" ou "causar incômodo ao público". Devido à corrupção policial e à dependência econômica da prostituição que remonta à Guerra do Vietnã, ela continua sendo uma presença significativa no país. Resulta da pobreza, baixos níveis de educação e falta de emprego nas áreas rurais. As prostitutas vêm principalmente da região Nordeste (Isan) da Tailândia, e de minorias étnicas ou de países vizinhos, especialmente Camboja, Myanmar e Laos. Em 2019, o Programa Conjunto das Nações Unidas sobre HIV/AIDS (UNAIDS) estimou que a população total de profissionais do sexo na Tailândia era de 43.000.

## Fundamentos legais
O quadro legal que rege a prostituição na Tailândia é baseado em três leis:

### Lei de Prevenção e Repressão à Prostituição
A Lei de Prevenção e Supressão da Prostituição, B.E. 2539 (1996) é o estatuto que lida mais diretamente com a prostituição. Segundo a lei, a definição de "prostituição" é "Relação sexual, ou qualquer outro ato, ou a comissão de qualquer outro ato para satisfazer o desejo sexual de outra pessoa de forma promíscua em troca de dinheiro ou qualquer outro benefício, independentemente de a pessoa que aceita o ato e a pessoa que comete o ato serem do mesmo sexo ou não." Uma definição clara da frase "de forma promíscua" não é fornecida.
Sob a lei, pessoas que solicitam sexo "... de forma aberta e desavergonhada..." (uma frase que não é claramente definida), ou que estão "... causando incômodo ao público..." estão sujeitas a uma multa. Pessoas que se associam em um "estabelecimento de prostituição" com outra pessoa para fins de prostituição enfrentam uma pena de prisão ou uma multa ou ambos. O termo "estabelecimento de prostituição" é claramente definido na Seção 4 da Lei relevante, e pode ser amplamente interpretado para incluir qualquer lugar onde a prostituição ocorra, especialmente em relação a casos envolvendo abuso sexual de crianças que acarretam penalidades mais pesadas (até seis anos se a criança tiver menos de 15 anos de idade) — caso contrário, a lei geralmente não é aplicada contra a prostituição em locais privados. A lei também impõe penalidades mais pesadas contra proprietários de empresas e estabelecimentos de prostituição. O código penal também estipula penalidades para quem obtém ou usa dinheiro ganho com prostituição..
A Lei de Prevenção e Supressão da Prostituição foi escrita com foco particular no abuso sexual e tráfico de crianças. A Seção 8 penaliza aqueles que abusam sexualmente de crianças menores de 15 anos com uma pena de prisão de dois a seis anos e uma multa de até 120.000 bahts. Para crianças vítimas entre 15 e 18 anos, a pena de prisão é de um a três anos e a multa é de até 60.000 bahts.
Em relação ao tráfico, a Seção 9 da lei estabelece que "Qualquer pessoa que procure, seduza ou sequestre qualquer pessoa para a prostituição dessa pessoa, mesmo com seu consentimento e independentemente de os vários atos que constituem um crime serem cometidos dentro ou fora do Reino, será passível de prisão por um período de um a dez anos e de uma multa de vinte mil a duzentos mil bahts".
Além disso, qualquer infração prevista na Seção 9 que seja cometida "por meio de fraude, engano, ameaça, violência, [ou] exercício de influência indevida ou coerção", resulta em uma pena que é "um terço mais pesada".
Obter serviços sexuais para si mesmo sem nenhuma das circunstâncias agravantes (vítima menor de idade, tráfico, fraude, engano, ameaça, violência ou exercício de influência indevida ou coerção) continua sendo legal e não está sujeito a punição pela lei tailandesa.

### Lei de Emenda ao Código Penal
A Lei de Emenda ao Código Penal (n.º 14), B.E. 2540 (1997) não declara que a prostituição na Tailândia é ilegal.
No entanto, o Título IX, Seção 286 do Código Penal afirma: "Qualquer pessoa, com mais de dezesseis anos de idade, [sic] subsiste dos ganhos de uma prostituta, mesmo que seja parte de sua renda [sic], será punida com prisão de sete a vinte anos e multa de quatorze mil a quarenta mil bahtes, ou prisão perpétua." Embora as penalidades não sejam especificadas, a mesma seção da lei penaliza qualquer pessoa que (i) seja encontrada residindo ou se associando habitualmente a uma prostituta, (ii) receba hospedagem, dinheiro ou outros benefícios arranjados por uma prostituta ou (iii) auxilie qualquer prostituta em uma briga com um cliente.
A Lei também foi escrita para abordar a prostituição infantil, mas carece de clareza completa, pois não define o que é um "ato indecente". O Título IX, Seção 279 do Código Penal declara: "Quem cometer um ato indecente contra uma criança com menos de quinze anos de idade, quer essa criança consinta ou não, será punido com prisão não superior a dez anos ou multa não superior a vinte mil bahtes, ou ambos."

### Lei de Locais de Entretenimento
A Lei de Locais de Entretenimento de 1966 coloca o ônus sobre o proprietário de certos tipos de estabelecimentos de entretenimento se a prostituição ocorrer nas instalações, tornando-os criminalmente responsáveis. De acordo com a lei, as trabalhadoras do sexo também devem passar por reabilitação por um ano em uma casa de reforma após a conclusão da punição por praticar prostituição lá.
Atividades relacionadas, como manter bordéis, solicitar e lucrar com a prostituição de terceiros, são ilegais. As leis de perturbação da ordem pública também são usadas contra a prostituição. A prostituição opera clandestinamente em muitas partes do país.

## Extensão
Nós [Gâmbia] não somos um destino sexual. Se você quer um destino sexual, vá para a Tailândia.— Hamat Bah, Ministro do Turismo da Gâmbia, comentando em 2018 sobre as tendências locais de turismo sexual, provocando uma repreensão da Tailândia.

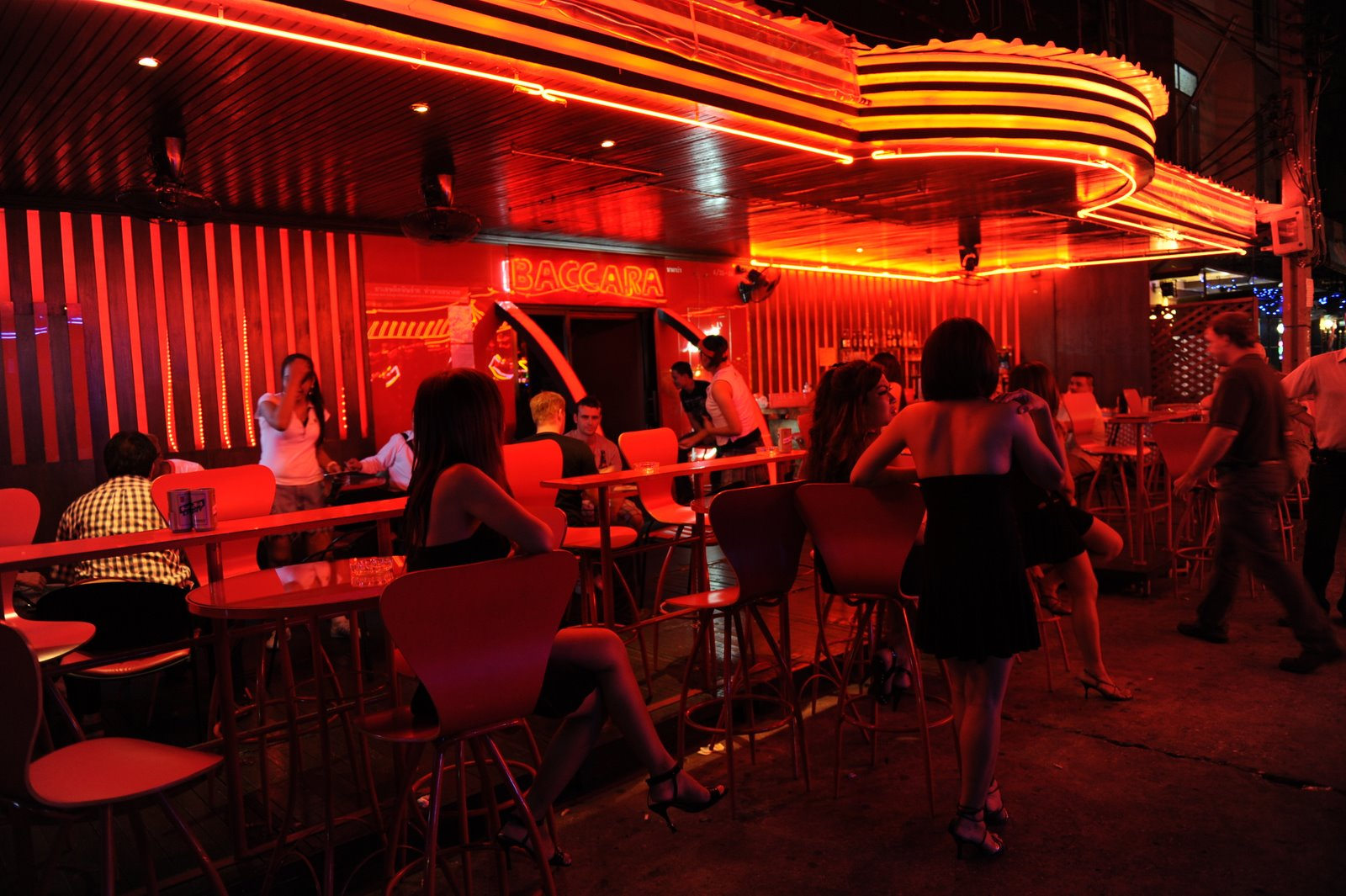
Um bar go-go, Soi Cowboy, Bangkok

Desde a Guerra do Vietnã, a Tailândia ganhou uma reputação internacional entre viajantes de muitos países como um destino de turismo sexual. O número preciso de prostitutas na Tailândia é difícil de avaliar. As estimativas variam muito e estão sujeitas a controvérsias nacionais e internacionais. Nenhum governo tailandês já conduziu uma pesquisa formal. Uma estimativa de 2004 do Dr. Nitet Tinnakul da Universidade de Chulalongkorn deu um total de 2,8 milhões de profissionais do sexo, incluindo dois milhões de mulheres, 20.000 homens adultos e 800.000 menores de 18 anos, mas os números para mulheres e menores foram considerados grosseiramente inflados pela maioria dos observadores, e resultantes de métodos de pesquisa ruins. De acordo com um relatório de 2001 da Organização Mundial da Saúde: "A sugestão mais confiável é que existam entre 150.000 e 200.000 profissionais do sexo." Em seu relatório anual de direitos humanos de 2008, o Departamento de Estado dos EUA observou que, "Uma pesquisa do governo durante o ano descobriu que havia 76.000 a 77.000 prostitutas adultas em estabelecimentos de entretenimento registrados. No entanto, as ONGs acreditavam que havia entre 200.000 e 300.000 prostitutas." O Relatório de Direitos Humanos de 2013 do departamento de estado para a Tailândia não fez estimativas da extensão da prostituição, mas em 2015 o Havocscope, um banco de dados que fornece informações sobre o mercado negro global, deu um número aproximado de cerca de 250.000 para o número de prostitutas trabalhando na Tailândia. Em 2015, a ONUSIDA estimou que a população total de profissionais do sexo na Tailândia era de 147.000.
Foi sugerido, por exemplo, que pode haver até 10.000 prostitutas somente em Ko Samui, um destino turístico insular que geralmente não é conhecido pela prostituição, e que pelo menos 10 por cento dos dólares dos turistas podem ser gastos no comércio sexual. Uma estimativa publicada em 2003 colocou o comércio em US$ 4,3 bilhões por ano, ou cerca de três por cento da economia tailandesa. Em 2015, a Havocscope disse que cerca de US$ 6,4 bilhões em receita anual estavam sendo gerados pelo comércio, um valor que representava 10 por cento do PIB da Tailândia. A Havocscope diz que as trabalhadoras do sexo na Tailândia enviam uma média anual de US$ 300 milhões para membros da família que residem em áreas mais rurais da Tailândia.
Em 1996, a polícia de Bangkok estimou que havia pelo menos 5.000 prostitutas russas trabalhando na Tailândia, muitas das quais tinham chegado através de redes controladas por gangues russas.
Em julho de 2016, foi relatado que o governo tailandês pretendia abolir a indústria do sexo. Kobkarn Wattanavrangkul, o ministro do turismo, disse "Os turistas não vêm à Tailândia para [sexo]. Eles vêm aqui pela nossa bela cultura" e que "Queremos que a Tailândia seja sobre turismo de qualidade. Queremos que a indústria do sexo acabe". Kobkarn foi substituído como ministro do turismo em novembro de 2017. A Polícia Real Tailandesa diz que mais de 24.000 pessoas foram presas, processadas e multadas por crimes relacionados à prostituição em 2019.
O fechamento das fronteiras do país em 2020 como reação à pandemia de COVID-19 na Tailândia resultou em poucos clientes estrangeiros para as trabalhadoras do sexo do país. 35% delas não tiveram acesso a auxílio financeiro público; algumas tiveram auxílio financeiro do governo recusado após se identificarem como trabalhadoras do sexo, enquanto outras tiveram que mentir sobre sua profissão para receber pagamentos. Muitas mudaram para empregos fora da indústria do sexo. O Departamento de Assuntos Femininos e Desenvolvimento Familiar disse que estava fornecendo suprimentos de socorro e treinamento profissional para as trabalhadoras do sexo. Também disse que estava planejando alterar a lei de prostituição do país para permitir que elas acessassem benefícios de assistência social, já que apenas 5% faziam parte do sistema de previdência social da Tailândia.

## Locais

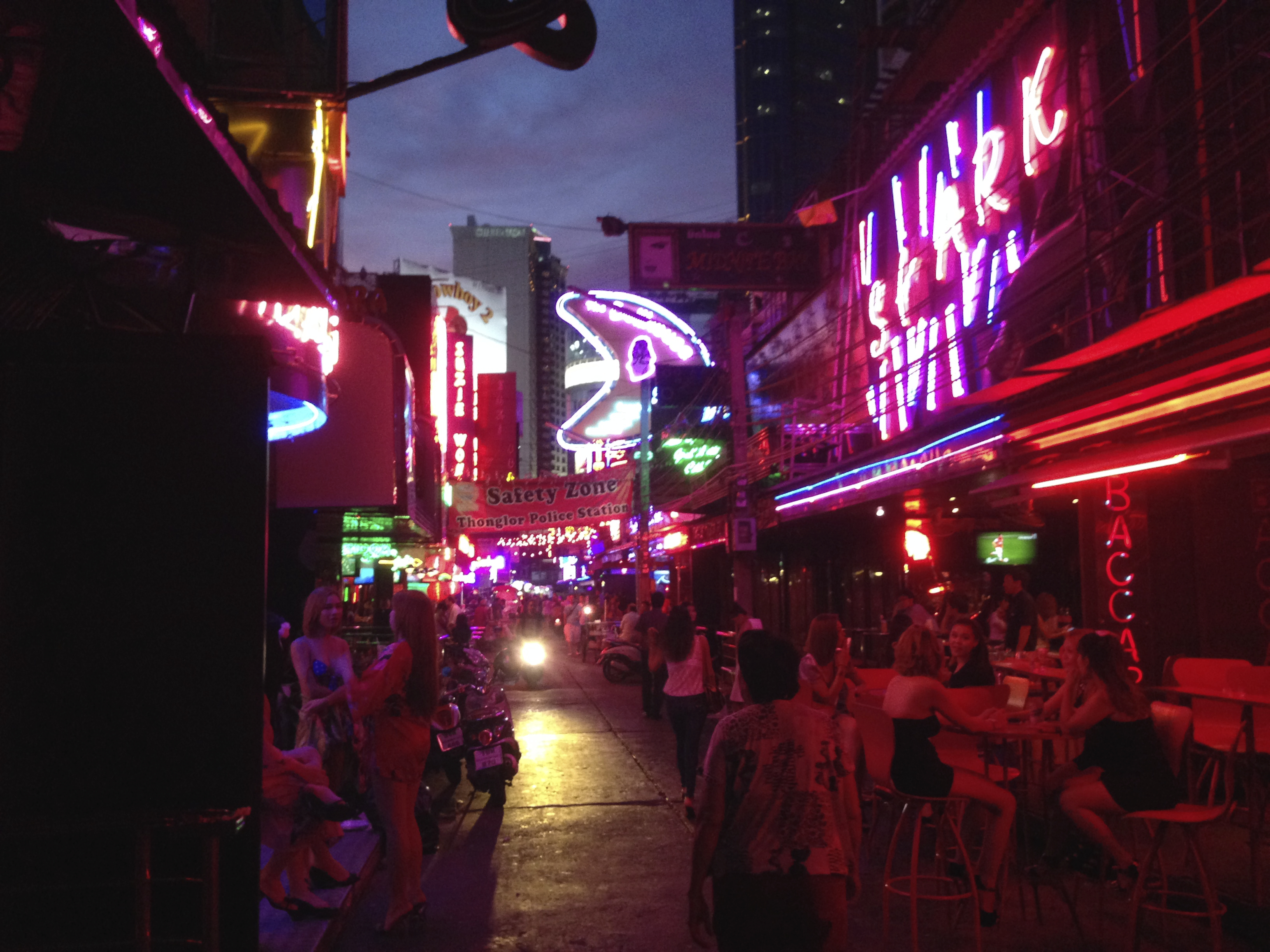
Soi Cowboy, Bangkok

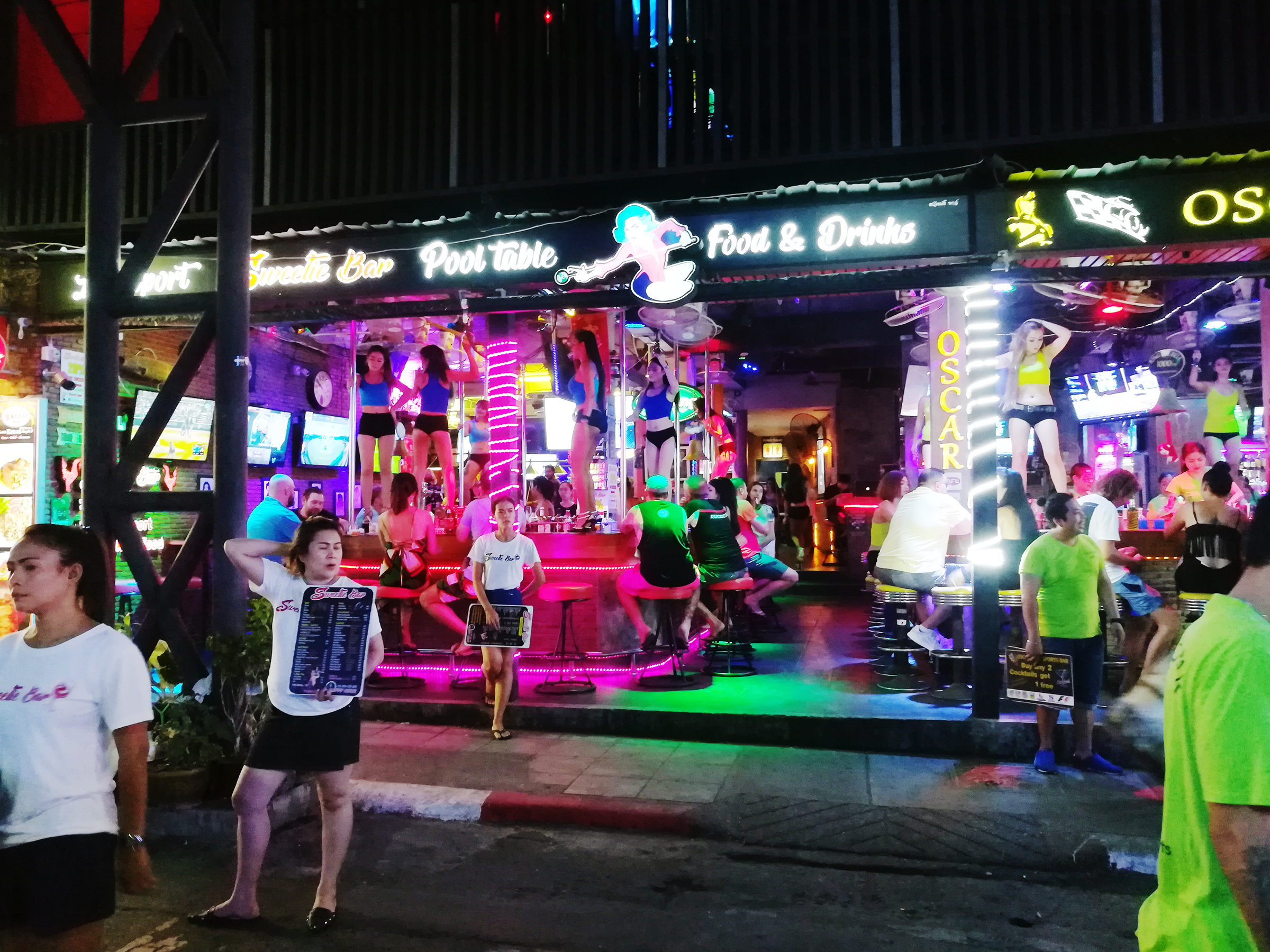
Bares na praia de Patong, Phuket

As principais "zonas de prostituição" turísticas da Tailândia são frequentemente identificadas como os distritos da luz vermelha de Bangkok, e Pattaya bem como o resort da praia de Patong na ilha de Phuket. Além disso, Hat Yai e outras cidades fronteiriças da Malásia atendem aos malaios. Em Bangkok, as áreas mais comumente associadas à prostituição incluem o distrito de entretenimento de Patpong, bem como locais na área oeste da Estrada Sukhumvit,  como a rua chamada Soi Cowboy e o edifício Nana Plaza. A área conhecida como distrito de entretenimento Ratchadaphisek, que corre ao longo da Estrada Ratchadaphisek perto do cruzamento Huai Khwang, é o local de vários grandes locais de entretenimento, que incluem massagem sexual. O Parque Lumphini no centro de Bangkok é conhecido como um local de prostituição após o anoitecer. Em Pattaya, as principais áreas associadas à prostituição são Boyztown, Sunee Plaza e Walking Street.
Em vez de enfrentar os riscos de trabalhar de forma independente, muitas trabalhadoras do sexo escolhem a relativa segurança que vem com o emprego fixo em empresas como bares de "karaokê", casas de "massagem" ou bordéis. A prostituição pode ocorrer em vários tipos diferentes de locais, incluindo bordéis, hotéis, casas de massagem, restaurantes, saunas, bares de hostess, bares go-go e "bares de cerveja". Muitas outras trabalhadoras do setor de serviços oferecem serviços sexuais como atividade paralela. A prostituição tailandesa é dividida em diferentes setores que atendem a diferentes mercados (os principais critérios são o status socioeconômico dos clientes e a nacionalidade dos clientes e das prostitutas). Bordéis simples, que não oferecem serviços além do sexo, representam a extremidade inferior do mercado. Eles são mais comuns fora de Bangkok, atendendo homens tailandeses de baixa renda.
Lucrar com a prostituição é proibido pela lei tailandesa, mas bares de karaokê e casas de massagem podem ser registrados como negócios normais e legais. Quando prisões de profissionais do sexo ocorrem em tais instalações, a polícia geralmente trata o ato de prostituição como uma troca entre a profissional do sexo e o cliente — uma troca da qual o proprietário do negócio não era parte. Embora incomum, casos de clientes estrangeiros sendo acusados aconteceram, com Pattaya sendo o local em que a maioria dos estrangeiros foi pega em uma batida policial. Os proprietários de tais estabelecimentos são acusados de crimes apenas quando violam outras leis, como o emprego de trabalhadores menores de idade ou migrantes ilegais.

### Massagem com sabão

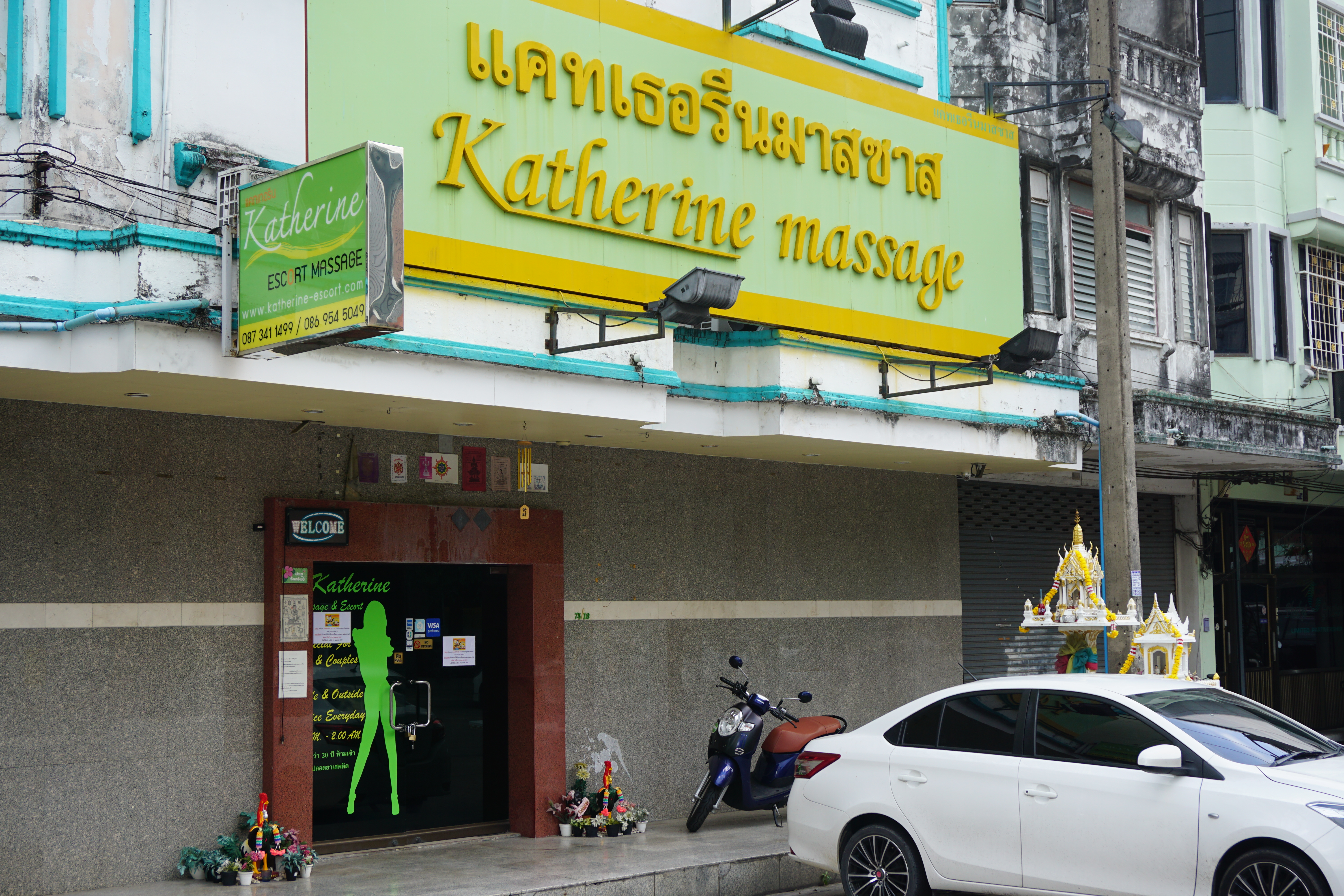
Estabelecimento de massagem com sabão em Phuket

Estabelecimentos de massagem com sabão (em tailandês: สถานอาบอบนวด; RTGS: sathan ap op nuat, "locais de banho e massagem"), semelhantes às soaplands japonesas, geralmente oferecem uma massagem com óleo, massagem corporal nua ou um tratamento de banho que inclui serviços sexuais. Nesse tipo de estabelecimento, clientes do sexo masculino podem se envolver em atividades sexuais com prostitutas. Os estabelecimentos de prostituição voltados para os moradores locais geralmente são salões de "banho-sauna-massagem" desse tipo.
Existem tantos negócios de massagem com sabão em algumas seções de Bangkok, usando grandes quantidades de água bombeada ilegalmente de águas subterrâneas, que foram acusados pelas autoridades de contribuir para a subsidência de Bangkok de um centímetro por ano.

### Bares de karaokê

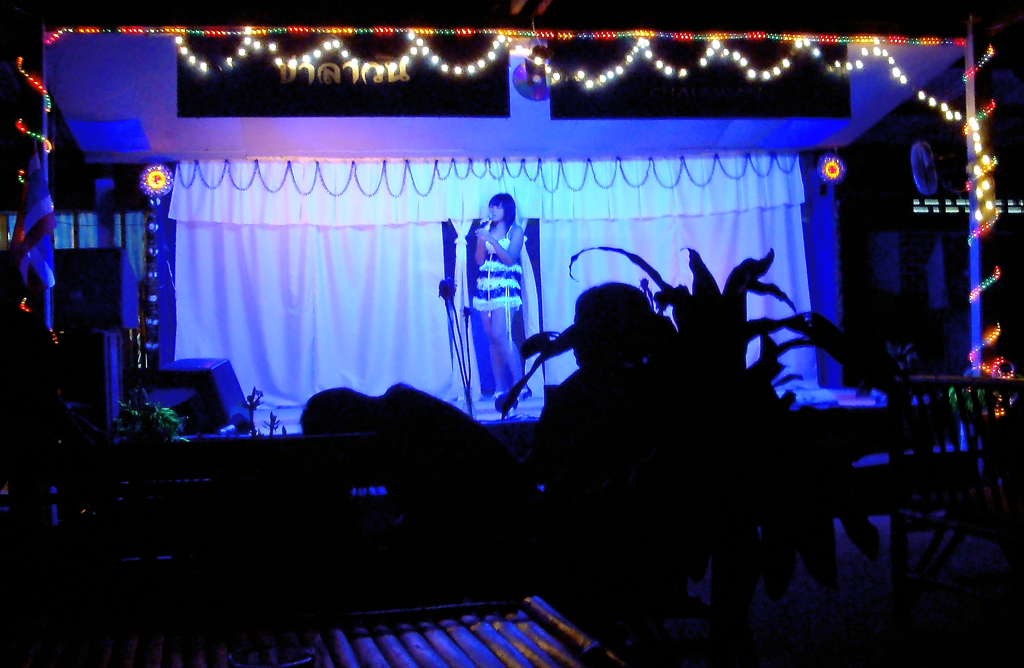
Bar de karaokê na Tailândia

Os bares de karaokê também são usados como um local na indústria do sexo do país, um que é mais popular entre os moradores locais do que entre os turistas. As mulheres que trabalham lá atuam como bargirls – cantando, conversando e entretendo os clientes. Elas ganham dinheiro com comissão sobre bebidas e podem receber guirlandas de dinheiro. Em algumas ocasiões, seus clientes pagam uma multa de bar para tirá-las do bar para uma "experiência de namorada". Elas também podem negociar a venda de serviços sexuais.
Um observador diz que, "Os chamados 'bares de karaokê' geralmente apresentam máquinas de karaokê como decoração, embora poucos ou nenhum cliente visite esses locais para cantar, mas sim para comprar serviços sexuais." Em um estudo de 2015 do Serviço Provincial de Saúde de Ubon Ratchathani, havia 2.410 mulheres trabalhando em restaurantes e bares de karaokê na província de Ubon Ratchathani. Destas, 1.230 eram trabalhadoras do sexo confirmadas. Pouco mais da metade delas — 692 mulheres — eram do Laos trabalhando ilegalmente na Tailândia.

### Salas de massagem

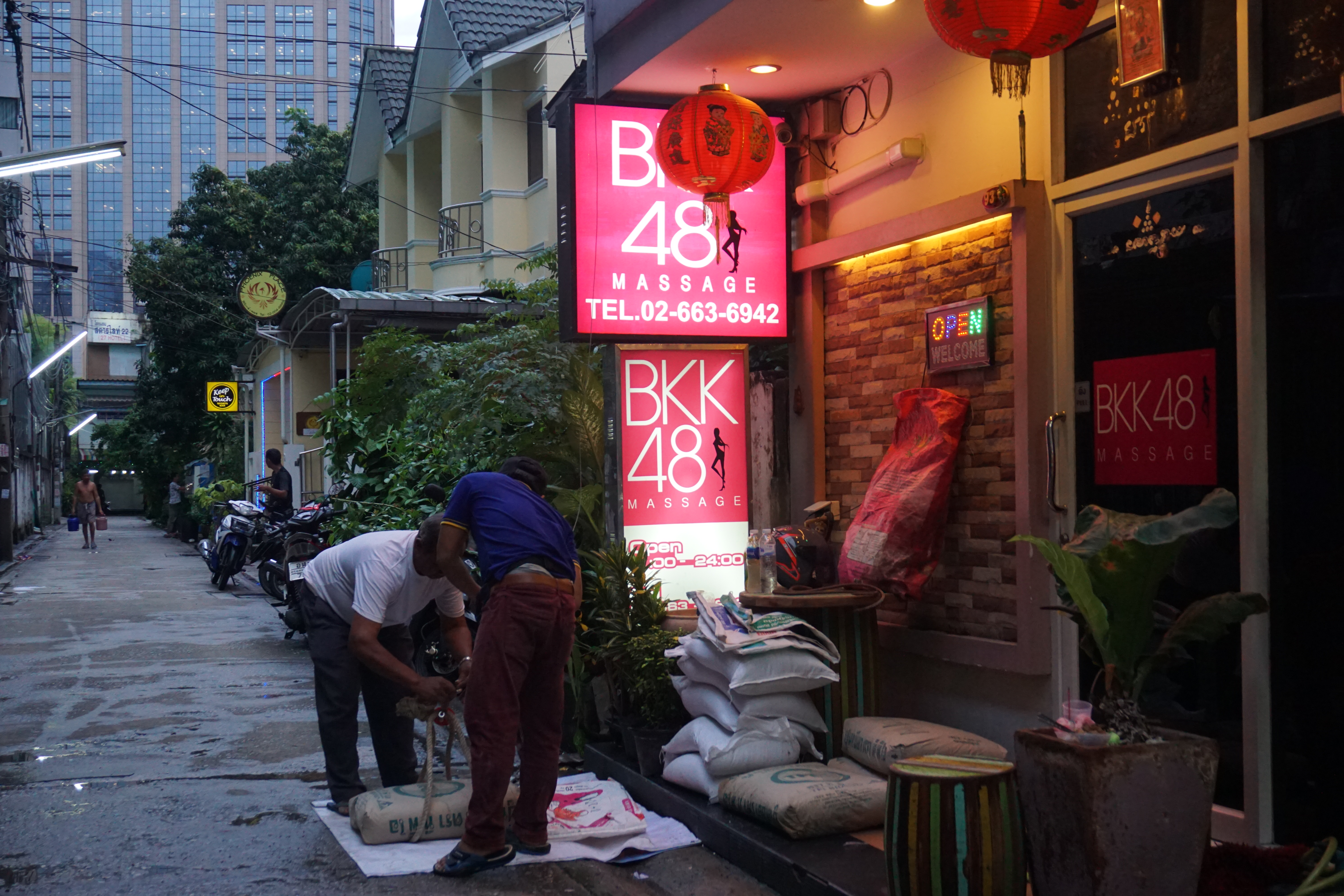
Sala de massagem em Bangkok

Embora a Tailândia seja conhecida pela massagem tailandesa, seu estilo tradicional de massagem não sexual, conhecido como nuat phaen boran, algumas casas de massagem oferecem aos clientes massagens eróticas a um custo adicional, incluindo handjobs, sexo oral e relações sexuais. A Federação das Associações de Spa Tailandesas (FTSPA) em 2016 instou as autoridades a reprimir os serviços sexuais oferecidos em algumas casas de massagem. A FTSPA afirma que figuras influentes usaram brechas legais para abrir "spas bonitos" ou casas de massagem onde os turistas podem comprar serviços sexuais. A diferença entre esse tipo de massagem e ab ob nuat é que nem todas as casas de massagem oferecem serviços sexuais.

### Bares que atendem estrangeiros

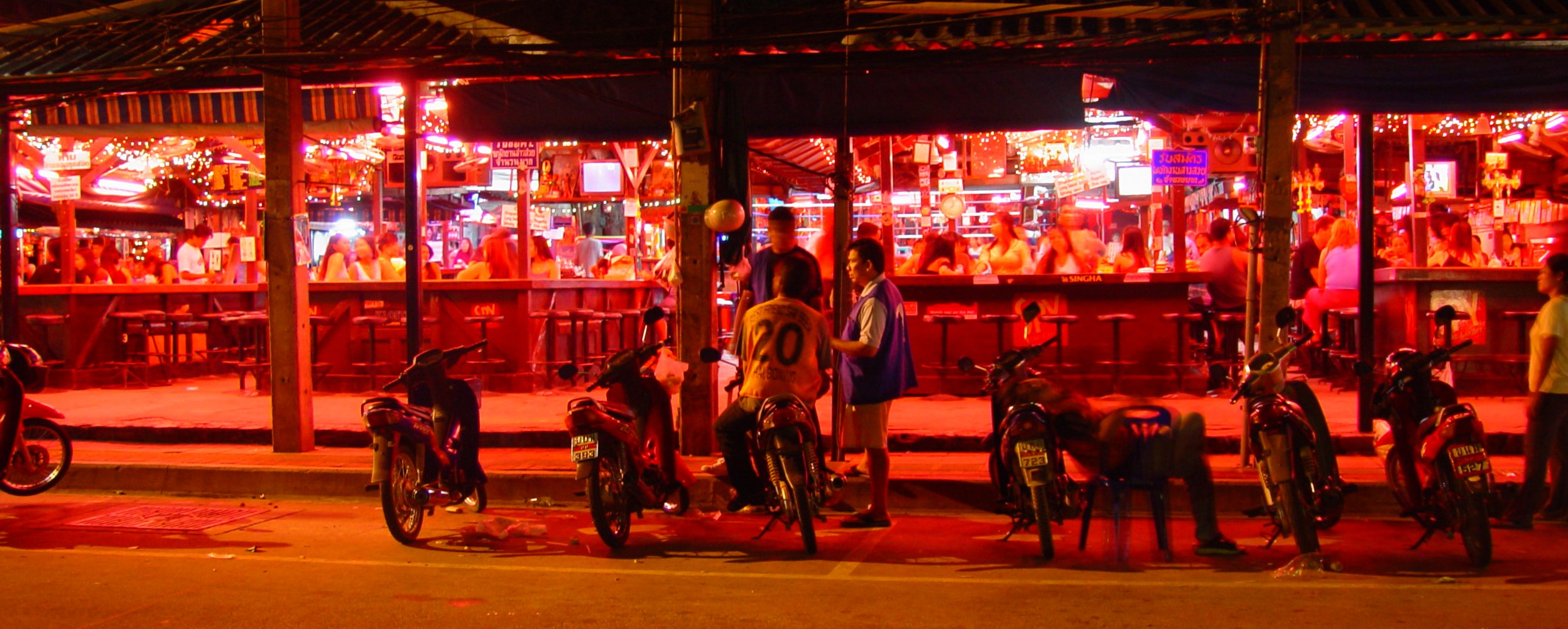
Bares noturnos em Pattaya

Mulheres ("bargirls"), ou homens, no caso de bares gays, ou transexual ("kathoeys") são empregadas pelos bares como dançarinas (no caso de bares go-go) ou simplesmente como recepcionistas que encorajam os clientes a comprar bebidas para elas. Além desses tipos de bares, há uma série de outros locais de comércio sexual. Na maioria desses estabelecimentos, as prostitutas são empregadas diretamente, mas em hotéis, alguns bares e discotecas, prostitutas autônomas podem solicitar clientes. As prostitutas geralmente recebem uma comissão quando um cliente compra bebidas e serviços sexuais podem ser organizados para ocorrer no local ou em outro lugar (com o último exigindo que o cliente pague uma "multa de bar" para liberar a prostituta do bar). Os relacionamentos estabelecidos em tais contextos imitam superficialmente a cultura de "namoro" do ocidente, com uma mistura de amizade, intimidade, entretenimento sexual e dinheiro.

## História

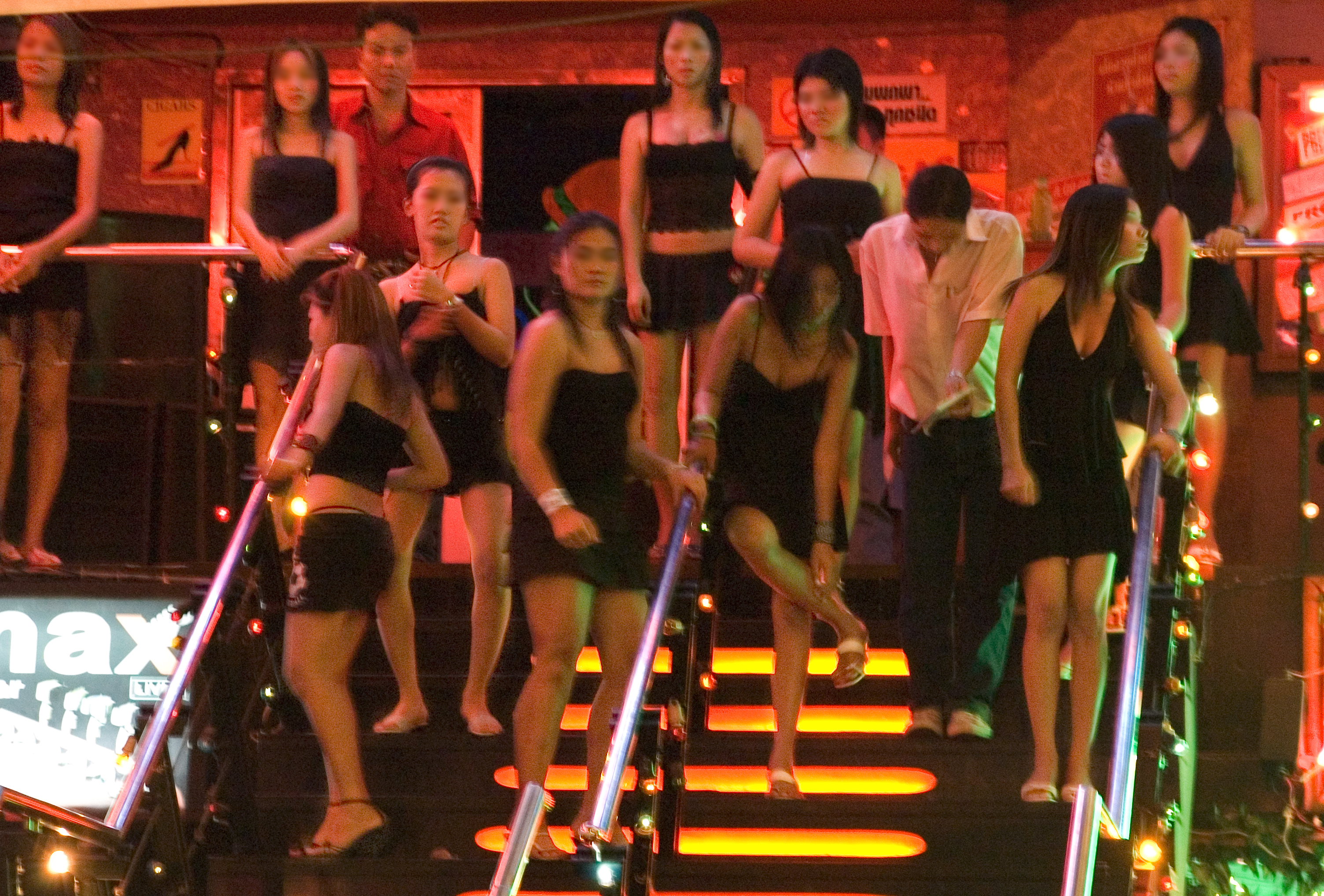
Bargirls esperando clientes, Pattaya

A história documentada da prostituição na Tailândia remonta a pelo menos seis séculos, com referências abertas e explícitas do viajante chinês Ma Huan (1433) e, posteriormente, de visitantes europeus (Van Neck, 1604; Gisbert Heeck, 1655 e outros). A Tailândia tem uma tradição antiga e contínua de textos legais, geralmente descritos sob o título de literatura Dhammasattha (pronúncia tailandesa, tam-ma-sat), em que a prostituição é definida de várias maneiras e universalmente proibida. A era dos textos legais tradicionais chegou ao fim no início do século XX, mas esses textos anteriores foram significativos em relação ao mandado e ao espírito da legislação moderna.
A abolição da escravatura em 1905 deixou muitas mulheres que tinham sido compradas como concubinas num estado de falta de moradia e desemprego. Muitas delas tornaram-se prostitutas, servindo principalmente trabalhadores chineses migrantes no país. Em 1908, a prostituição foi legalizada e cuidados médicos foram fornecidos às prostitutas sob a Lei de Prevenção de Doenças Contagiosas, uma das várias leis relacionadas com a indústria do sexo aprovadas durante o século XX. Durante a Segunda Guerra Mundial, um grande número de bordéis foi aberto para servir os soldados japoneses ocupantes e, posteriormente, os militares britânicos e indianos estacionados no país após o fim da guerra. Na década de 1950, o primeiro-ministro tailandês, marechal de campo Sarit Thanarat, iniciou uma campanha de moralidade que incluía o objetivo de criminalizar a prostituição através da imposição de multas e prisão. Um sistema de exames médicos e "reabilitação moral" foi introduzido e o foco da culpa pública foi transferido dos traficantes e proxenetas para as próprias prostitutas.
Durante a Guerra do Vietnã, a decisão da Tailândia de oferecer instalações de "Descanso e Recreação" às forças dos EUA implantadas na região trouxe uma renda considerável ao país, aumentando o número de prostitutas de cerca de 20.000 em 1957 para cerca de 400.000 em 1964. A prostituição em si foi tornada ilegal na Tailândia em 1960, quando uma lei foi aprovada sob pressão das Nações Unidas. O governo instituiu um sistema de monitoramento de profissionais do sexo para prevenir seus maus-tratos e controlar a disseminação de doenças sexualmente transmissíveis. A Lei de Locais de Entretenimento foi introduzida em 1966 para impor mais restrições à indústria do sexo.
Durante a Guerra Fria, empresários japoneses faziam turismo sexual com mulheres filipinas, tailandesas e sul-coreanas.
Desde o fim da Guerra do Vietnã, houve uma enorme expansão da prostituição na Tailândia, resultando na sua atual proeminência. A lei de 1960 foi revogada pela Lei de Prevenção e Supressão da Prostituição, B.E. 2539 (1996). Sob esta lei, a prostituição como tal é tecnicamente ilegal.

## Tentativa de legalização
Em 2003, o Ministério da Justiça considerou legalizar a prostituição como uma ocupação oficial com benefícios de saúde e renda tributável e realizou uma discussão pública sobre o assunto. A legalização e regulamentação foram propostas como um meio de aumentar a receita tributária, reduzir a corrupção e melhorar a situação dos trabalhadores. No entanto, nada mais foi feito. Em 2020, os profissionais do sexo tailandeses participaram de uma campanha pela legalização. A Fundação Empower, que apoia os profissionais do sexo, está tentando coletar 10.000 assinaturas para que possam enviar uma petição ao parlamento. Em março de 2023, o Ministério do Desenvolvimento Social e Segurança Humana elaborou um projeto de lei para legalizar o trabalho sexual, propondo revogar a Lei de Prevenção e Supressão da Prostituição de 1996 e permitir que indivíduos com 20 anos ou mais entrem voluntariamente na indústria do sexo.

## HIV/AIDS
Em 2008, 532.522 tailandeses viviam com HIV/AIDS. O UNAIDS estimou em 2013 que de 380.000 a 520.000 tailandeses viviam com HIV. Em 2017, o número de tailandeses vivendo com HIV era de 440.000. A prevalência de HIV/AIDS entre adultos tailandeses de 15 a 49 anos é estimada em 1,1 por cento (2016). Entre as trabalhadoras do sexo autônomas, a prevalência de HIV foi de 2,8 por cento em 2017. Entre as trabalhadoras do sexo em bordéis, foi de 0,6 por cento (2017).
Mechai Viravaidya, conhecido como "Sr. Preservativo", fez campanha incansavelmente para aumentar a conscientização sobre práticas sexuais seguras e uso de preservativos na Tailândia. Ele serviu como ministro do turismo e prevenção da AIDS de 1991 a 1992, e também fundou a rede de restaurantes Cabbages and Condoms, que dá preservativos gratuitos aos clientes.
Após a promulgação do primeiro plano quinquenal do governo tailandês para combater a epidemia de HIV/AIDS no país, incluindo o "programa 100% preservativo" de Mechai, a partir de 1994 o uso de preservativos durante o sexo comercial provavelmente aumentou significativamente. Não há dados atuais disponíveis sobre o uso de preservativos. O programa instruiu os profissionais do sexo a recusar relações sexuais sem preservativo e monitorou as estatísticas das clínicas de saúde para localizar bordéis que permitissem sexo sem preservativo.

### Kathoey
Um estudo feito pela AIDS Care investigou o uso de substâncias de comportamentos de risco para HIV entre trabalhadoras sexuais kathoey em Bangkok, Tailândia. Apenas metade dos participantes declarou ter sido testada para HIV e uma tinha consultado um profissional de saúde nos últimos 12 meses. Ele descobriu que as kathoeys que sofreram abuso físico e/ou sexual de um pai ou irmão eram menos propensas a usar preservativos durante o sexo anal com clientes. O trabalho sexual katheoy tende a ocorrer em grandes cidades e áreas turísticas, incluindo Bangkok, Chiang Mai, Phuket e Pattaya. Muitas kathoeys trabalham meio período como prostitutas autônomas e mantêm um emprego diurno. A prostituição feminina é frequentemente preferida às kathoeys, pois são vistas como menos propensas a transmitir doenças sexualmente transmissíveis. A pressão de bares "ladyboy" frequentemente especializados coloca as kathoeys em risco de contrair doenças sexualmente transmissíveis, visto que muitos clientes não estão dispostos a usar preservativos.

## Razões para prevalência e tolerância

### Visões sociais
A sociedade tailandesa tem seu próprio conjunto único de costumes sexuais muitas vezes contraditórios. Visitar uma prostituta ou uma amante paga não é um comportamento incomum, embora não necessariamente aceitável, para os homens. Muitas mulheres tailandesas, por exemplo, acreditam que a existência da prostituição reduz ativamente a incidência de estupro. Entre muitos tailandeses, há uma atitude geral de que a prostituição sempre foi, e sempre será, parte do tecido social da Tailândia. Por outro lado, "...a ideia de legalizar o trabalho sexual é inaceitável para muitos tailandeses que julgam a profissão como uma base de vícios. Não importa quantas trabalhadoras sexuais sejam deixadas de fora do setor econômico formal e se tornem mais propensas à extorsão, exploração e abuso – muitos tailandeses simplesmente não tolerarão o trabalho sexual como legal."
De acordo com um estudo de 1996, o desejo sexual dos homens é percebido por homens e mulheres tailandeses como sendo muito mais forte do que o desejo sexual das mulheres. Onde as mulheres são consideradas capazes de exercer controle sobre seus desejos, o desejo sexual dos homens é visto como "uma necessidade fisiológica básica ou instinto". Também é pensado por homens e mulheres tailandeses que os homens precisam de "uma variação ocasional de parceiras". Como a infidelidade feminina é fortemente desaprovada na sociedade tailandesa e, de acordo com uma pesquisa de 1993, os relacionamentos sexuais para mulheres solteiras também encontram desaprovação pela maioria da população tailandesa, sexo pré-marital, sexo casual e sexo extraconjugal com prostitutas são aceitos, esperados e às vezes até encorajados para homens tailandeses, sendo este último percebido como menos ameaçador para um casamento do que relacionamentos duradouros com uma chamada "esposa menor".
Outro fator que contribui para essa questão é que os tailandeses comuns se consideram tolerantes com outras pessoas, especialmente aquelas que eles percebem como oprimidas. Essa aceitação permitiu que a prostituição florescesse sem muito do estigma social extremo encontrado em outros países. De acordo com um estudo de 1996, as pessoas na Tailândia geralmente desaprovam a prostituição, mas o estigma para as prostitutas não é duradouro ou severo, especialmente porque muitas prostitutas sustentam seus pais por meio de seu trabalho. Alguns homens não se importam em se casar com ex-prostitutas. Um estudo de 2009 sobre o bem-estar subjetivo das prostitutas descobriu que, entre as trabalhadoras do sexo pesquisadas, o trabalho sexual havia se tornado normalizado.

### Políticos
Chuwit Kamolvisit era dono de várias casas de massagem em Bangkok e considerado por muitos um "chefe da prostituição" na Tailândia. Em 2005, ele foi eleito para um mandato de quatro anos para a Câmara dos Representantes da Tailândia, mas em 2006 o Tribunal Constitucional o removeu do cargo. Em outubro de 2008, ele concorreu novamente para governador de Bangkok, mas não foi eleito. Ele revelou em 2003 que alguns de seus melhores clientes eram políticos e policiais seniores, a quem ele também alegou ter pago, ao longo de uma década, mais de £ 1,5 milhão em subornos para que seu negócio, vendendo sexo, pudesse prosperar.
Embora o comércio sexual da Tailândia dirigido a estrangeiros possa ser considerado aberto, a indústria que atende exclusivamente aos homens tailandeses nunca havia sido publicamente examinada, muito menos as façanhas sexuais das incontestáveis autoridades da Tailândia.
O apoio à prostituição é generalizado nos círculos políticos, como relatou a BBC News em 2003. "Os parlamentares do partido no poder na Tailândia, o Partido Thai Rak Thai, estão ficando irritados com os planos da liderança do partido de proibi-los de ter amantes ou visitar bordéis..." Um parlamentar disse ao jornal The Nation que, se as regras fossem aplicadas, o partido só conseguiria apresentar cerca de 30 candidatos, em comparação com os mais de 200 parlamentares em exercício."
As atitudes em relação às mulheres foram exemplificadas pelo deputado Thirachai Sirikhan, citado no The Nation, "Ter uma mia noi [amante] é um direito individual. Não deve haver problema, desde que o político não cause problemas à sua família ou à sociedade".
Após uma batida policial em alguns salões de Bangkok onde policiais faziam sexo com prostitutas, "o chefe interino da polícia de Suthisan, coronel Varanvas Karunyathat, defendeu a ação policial, dizendo que os policiais envolvidos precisavam fazer sexo com as massagistas para obter evidências para a prisão." Aparentemente, esta é uma prática padrão, pois uma força policial separada fez o mesmo em Pattaya em maio de 2007.

### Crime organizado
De acordo com um estudo da Biblioteca do Congresso publicado em 2003, "Os distritos da luz vermelha das cidades tailandesas abrigam... bordéis, cassinos e instalações de entretenimento que funcionam tanto como fontes de renda quanto como centros de operações para o tráfico de pessoas...":44 Foi estimado que grupos do crime organizado trouxeram mais de um milhão de mulheres para a Tailândia de Yunnan, na China, Laos e Vietnã. A maioria das mulheres traficadas da China para a Tailândia e Malásia são de minorias étnicas como a etnia dai de áreas como a Prefeitura autônoma dai de Xishuangbanna na província de Yunnan e são traficadas por homens de sua própria etnia. O povo dai é parente do povo tai.
Em novembro de 2015, o primeiro-ministro Prayut Chan-o-cha lançou uma campanha de "limpeza da Tailândia" para eliminar o crime organizado em todas as áreas, incluindo o vício.

### Religião
O budismo na Tailândia é em grande parte da escola Teravada, que é seguida por 95% da população. "Embora o budismo considere a vida monástica celibatária como o ideal mais elevado, ele também reconhece a importância do casamento como uma instituição social." 
O budismo tailandês encoraja a adesão ao código fundamental da ética budista para os leigos. Os cinco preceitos contêm uma advertência contra a má conduta sexual, embora o que constitui má conduta da perspectiva de uma escola particular do budismo varie amplamente dependendo da cultura local. No tradicional Cânone Pāli, o Sigālovāda Sutta contém uma grande seção que aconselha os homens a honrar suas esposas permanecendo fiéis.
No livro Disposable People: New Slavery in the Global Economy, Kevin Bales argumenta que no budismo tailandês, as mulheres são vistas como naturalmente inferiores aos homens, e que Buda disse a seus discípulos que as mulheres eram "impuras, carnais e corruptoras." Isso também é apoiado pela crença de que as mulheres não podem atingir a iluminação, embora essa visão seja contestada por outras escrituras budistas, como o Vinaya Pitaka no Cânone Pāli.:16 O atual dalai-lama afirmou que as mulheres podem atingir a iluminação e ter um papel como iguais aos homens em questões espirituais, mas seu ramo do budismo não é o praticado na Tailândia, que tem seu próprio cânone particular de crenças. Bales também aponta para o fato de que dez tipos de esposas são delineados no Vinaya, ou regras para monges. Nas regras, as três primeiras categorias são mulheres que podem ser pagas por seus serviços. Na Tailândia atual, isso é expresso como tolerância à prostituição por mulheres casadas. Sexo com prostitutas é visto pelas esposas como "sexo vazio" e, portanto, as mulheres podem permitir que seus maridos tenham relações sexuais sem sentido com prostitutas em vez de encontrar uma nova esposa.
O budismo também prescreve "aceitação e resignação diante da dor e do sofrimento da vida", de acordo com a crença do carma e da expiação dos pecados de vidas anteriores. As mulheres podem escolher acreditar que servir como prostitutas é o resultado inelutável do carma.

### Exploração pela polícia e pelas autoridades
A posição tênue da prostituição na sociedade tailandesa a torna propícia à exploração pela polícia e por funcionários governamentais. Os negócios sexuais pagam somas consideráveis às autoridades para poderem continuar no negócio. O trabalho sexual tornou-se, na verdade, uma fonte de renda para aqueles em posição de extrair subornos. Aqueles em posição de se beneficiar têm interesse financeiro em ver o status quo continuar. Proprietários de negócios e profissionais do sexo individuais reclamam que, desde que a junta chegou ao poder em 2014, o assédio aumentou, assim como as somas exigidas. Isso tem o efeito de levar os negócios à falência e os profissionais do sexo para as ruas ou para a internet como freelancers.

## Crime

### Prostituição infantil
O número exato de crianças prostitutas na Tailândia não é conhecido. De acordo com o instituto de pesquisa sediado nos EUA "Protection Project", as estimativas do número de crianças envolvidas na prostituição que vivem na Tailândia variam de 12.000 a centenas de milhares (ECPAT International). O governo, pesquisadores universitários e ONGs estimaram que há de 30.000 a 40.000 prostitutas com menos de 18 anos de idade, sem incluir migrantes estrangeiros (Departamento de Estado dos EUA, 2005b). O Instituto de Pesquisa do Sistema de Saúde da Tailândia estima que as crianças na prostituição representam 40% das prostitutas na Tailândia.
As razões pelas quais e como as crianças são exploradas sexualmente incluem:
- Pobreza: uma alta proporção da população vive na pobreza.
- Crianças de tribos étnicas das colinas: essas crianças vivem na região de fronteira do norte da Tailândia. Elas sofrem de níveis desproporcionais de pobreza em relação à população em geral e a maioria delas não tem cartões de cidadania. Isso significa que elas não têm acesso a assistência médica ou escola primária, o que limita sua educação continuada ou oportunidades de emprego.
- Crianças traficadas: Muitas crianças são traficadas para dentro ou dentro do país por meio de redes criminosas, conhecidos, antigas vítimas de tráfico e policiais de fronteira e agentes de imigração que as transportam para bordéis em toda a Tailândia.
- Senso de dever: De acordo com os costumes tradicionais, o primeiro dever de uma menina é sustentar sua família de qualquer maneira que puder. Devido a esse senso de dever e para pagar dívidas familiares, muitas meninas foram forçadas à prostituição.

As crianças são exploradas em estabelecimentos sexuais e também são abordadas diretamente na rua por pedófilos que buscam contato sexual. O turismo sexual infantil é um problema sério no país. A Tailândia, juntamente com o Camboja, a Índia, o Brasil e o México, foi identificada como um dos principais pontos críticos da exploração sexual infantil. Os pedófilos, em particular, exploram as leis frouxas do país e tentam encontrar cobertura para evitar processos.
Para desencorajar o turismo sexual infantil, o governo relatou que negou a entrada a 74 criminosos sexuais estrangeiros conhecidos em 2017. O governo desenvolveu e lançou um vídeo para ser exibido em voos que entram na Tailândia desencorajando o turismo sexual. O Ministério do Turismo distribuiu mais de 315.000 folhetos desencorajando o turismo sexual para empresas e profissionais de turismo e organizou treinamentos para 800 funcionários do governo local, trabalhadores do setor de turismo, estudantes, jovens e organizações da sociedade civil sobre prevenção da exploração sexual infantil na indústria do turismo.

### Tráfico sexual
A Tailândia é um país de origem, destino e trânsito para homens, mulheres e crianças sujeitos ao tráfico sexual. A indústria comercial do sexo da Tailândia continua vasta, aumentando as vulnerabilidades para o tráfico sexual. Mulheres, homens, meninos e meninas da Tailândia, outros países do Sudeste Asiático, Sri Lanka, Rússia, Uzbequistão e alguns países africanos são sujeitos ao tráfico sexual na Tailândia. A Tailândia também é um país de trânsito para vítimas da China continental, Coreia do Norte, Vietnã, Bangladesh, Índia e Myanmar sujeitas ao tráfico sexual em países como Malásia, Indonésia, Cingapura, Rússia, Coreia do Sul, Estados Unidos e países da Europa Ocidental. Os cidadãos tailandeses são sujeitos ao tráfico sexual na Tailândia e em países da América do Norte, Europa, África, Ásia e Oriente Médio.
Mulheres tailandesas e de outras nacionalidades foram atraídas para o Japão e vendidas para bordéis controlados pela yakuza, onde são forçadas a pagar dívidas financeiras. É fácil atrair essas mulheres de países vizinhos porque a Tailândia tem 56 pontos de travessia não oficiais e 300 postos de controle, onde as pessoas podem cruzar a fronteira sem papelada. Em um caso histórico em 2006, uma dessas mulheres, Urairat Soimee, entrou com uma ação civil na Tailândia contra os perpetradores tailandeses, que já haviam sido condenados em um tribunal criminal. A mulher conseguiu escapar da rede de prostituição controlada pela yakuza matando a mama-san tailandesa e passou cinco anos em uma prisão japonesa.
O Gabinete de Monitorização e Combate ao Tráfico de Pessoas do Departamento de Estado dos Estados Unidos, em seu relatório de 2018 sobre Tráfico de Pessoas nos EUA, considerou a Tailândia um país de Nível 2, o que significa que o relatório afirma que, embora o Governo da Tailândia não cumpra totalmente os padrões mínimos para a eliminação do tráfico, está fazendo esforços significativos para fazê-lo.
A Tailândia promulgou várias leis contra o tráfico de pessoas. Estas incluem a Lei Antitráfico de Pessoas de 2008, e a Lei Antitráfico de 1997. A Tailândia também celebrou acordos regionais contra o tráfico de pessoas, incluindo a Iniciativa Ministerial Coordenada do Mekong contra o Tráfico. A organização tailandesa de profissionais do sexo EMPOWER expressou várias preocupações sobre a lei de 2008. Essas preocupações incluem que a lei autoriza a polícia a entrar em supostos estabelecimentos sexuais sem um mandado, a falta de assistência social fornecida às vítimas, repatriações involuntárias e a divisão resultante entre ONGs que afirmam se opor ao tráfico sexual e aquelas que apoiam as próprias profissionais do sexo. As organizações de profissionais do sexo na Tailândia se opuseram fortemente às operações de "resgate" que resultam em adultos que entraram livremente na indústria do sexo sendo presos, negados seus meios de subsistência ou sujeitos à deportação.
Uma gangue de tráfico sexual foi interceptada na cidade de Pattaya, no sul do país, em outubro de 2014.
Em 2017, o Ministério do Interior e o Ministério da Justiça inspecionaram 11.268 locais de entretenimento adulto de "alto risco" e ordenaram que 268 cessassem as atividades comerciais por cinco anos; essas inspeções levaram ao julgamento de oito casos de tráfico. A corrupção continua a minar os esforços antitráfico. Alguns funcionários do governo são diretamente cúmplices de crimes de tráfico, inclusive por meio da aceitação de subornos ou empréstimos de proprietários de empresas e bordéis onde as vítimas são exploradas. Relatórios confiáveis indicam que alguns funcionários corruptos protegem bordéis e outros locais comerciais de sexo de batidas e inspeções e conspiram com traficantes.

## Organizações de apoio a profissionais do sexo
Existem várias organizações de apoio a profissionais do sexo na Tailândia:
- EMPOWER é uma ONG tailandesa que oferece serviços de saúde, educação e aconselhamento para trabalhadoras do sexo. A organização busca capacitar trabalhadoras do sexo e opera desde 1985, com escritórios em Patpong (Bangkok), Chiang Mai, Mae Sai e a praia de Patong (Phuket).[104] A organização também opera um museu de trabalho sexual em Bangkok e um bar de propriedade cooperativa em Chiang Mai.
- SWING (Service Workers in Group) é um desdobramento da EMPOWER, oferecendo suporte a profissionais do sexo masculino e feminino em Patpong e Pattaya. Ele oferece aulas de inglês, ensina educação sexual segura, distribui preservativos e promove saúde e segurança com uma academia interna e exames médicos com desconto. A recém-formada organização SISTERS trabalha com profissionais do sexo transgênero em Bangkok e Pattaya. Em 18 de julho de 2024, a Fundação SWING apresentou uma proposta apoiada por 14.484 eleitores para revogar a Lei de Prevenção e Supressão da Prostituição de 1996 da Tailândia em julho. A proposta argumenta que a lei, inalterada por 28 anos, criminaliza o trabalho sexual, empurrando-o para a clandestinidade enquanto priva os trabalhadores de proteções trabalhistas e assistência médica e, subsequentemente, contribui para o tráfico de pessoas.[105][106][107]
- M Plus é uma organização para profissionais do sexo masculino em Chiang Mai, incluindo homens que se identificam como gays, heterossexuais ou transgêneros. Ela opera uma clínica de saúde para profissionais do sexo e realiza educação sobre prevenção e profilaxia do HIV.[108]
- A Asia Pacific Network of Sex Workers (APNSW) é uma organização regional, sediada na Tailândia, de organizações lideradas por profissionais do sexo.[109] Ela existe para promover e proteger a saúde e os direitos dos trabalhadores do sexo na Ásia. Ela apoia a descriminalização do trabalho sexual e o reconhecimento do trabalho sexual como trabalho.